# Neel
|  | Denne artikel er oprettet af botten PalnaBot ud fra en ekstern database. Den kan derfor have sproglige fejl eller mangler. Denne skabelon kan fjernes efter kontrol af indholdet. |

Neel er en kortfilm instrueret af Jeanette Nordahl efter eget manuskript.

## Handling
Neel har mistet sin mand. Hun står nu overfor udfordringen om at se fremad, men Neel længes efter fortiden og dens minder.